# Троја (Фођа)
Троја (итал. Troia) је насеље у Италији у округу Фођа, региону Апулија.
Према процени из 2011. у насељу је живело 6614 становника. Насеље се налази на надморској висини од 384 м.

## Становништво
Према резултатима пописа становништва 2011. у општини је живело 7.330 становника.
| 1931. | 1936. | 1951.  | 1961. | 1971. | 1981. | 1991. | 2001. | 2011. |
| ----- | ----- | ------ | ----- | ----- | ----- | ----- | ----- | ----- |
| 6.528 | 7.334 | 10.951 | 9.764 | 8.482 | 7.864 | 7.898 | 7.495 | 7.330 |